# Jan Dobrowolski
Jan Marian Dobrowolski (ur. 4 września 1886 w Tarnowie, zm. 28 czerwca 1958 w Poznaniu) – polski botanik i farmaceuta.

## Życiorys
Był synem Jana Dobrowolskiego – urzędnika państwowego, i Karoliny z Albinów. W 1907 ukończył szkołę średnią w Tarnowie. W latach 1907–1912 studiował na Wydziale Filozoficznym Uniwersytetu Jagiellońskiego. Specjalizował się w botanice. Był uczniem m.in. Mariana Raciborskiego, Jana Rostafińskiego, Emila Godlewskiego, Edwarda Janczewskiego.
W latach 1913–1914 uczył w szkole średniej w Starej Wsi. Jesienią 1914 przeniósł się do Krakowa, do Instytutu Botanicznego UJ. Pracował jako młodszy asystent w Zakładzie Botaniki u prof. Raciborskiego i doktoryzował się tam z botaniki w 1917. W tym samym roku powołano go do wojska austriackiego. Objął kierownictwo Referatu Produkcji Roślin Lekarskich Generalnego Gubernatorstwa Wojskowego w Lublinie oraz kierował Plantacją Roślin Lekarskich w Dąbrowie k. Opoczna. Odbywał wtedy liczne podróże naukowe. Po odzyskaniu przez Polskę niepodległości kierował Referatem Produkcji Roślin Leczniczych Departamentu Sanitarnego Ministerstwa Spraw Wewnętrznych w Warszawie. Organizował wtedy ogród farmakognostyczny Uniwersytetu Warszawskiego. W latach 1918–1920 prowadził zajęcia z farmakognozji na tej uczelni. Habilitował się w 1923 z botaniki lekarskiej. W 1925 wyjechał do Poznania, obejmując, w charakterze profesora nadzwyczajnego oraz kierownika, nowo utworzoną Katedrę Botaniki i Uprawy Roślin Lekarskich Uniwersytetu Poznańskiego. Prowadził wykłady, ćwiczenia, a także współorganizował (wraz z prof. Zygmuntem Pietruszczyńskim) poznański ogród farmakognostyczny. W 1926 rozpoczął międzynarodową wymianę nasion i wydawanie Index Seminum. W tym czasie brał też udział w pracach Komisji Farmakopei Polskiej II. W latach 1931-1933 był dziekanem Wydziału Matematyczno-Przyrodniczego UP.
W 1939 opuścił Poznań i udał się do Burzyna pod Tarnowem. Nauczał wtedy w sposób tajny i pracował nad podręcznikiem Uprawa i zbieranie roślin lekarskich aromatycznych i korzennych. Podczas okupacji niemieckiej mieszkał też w Krakowie i Warszawie − wszędzie trudnił się tajnym nauczaniem, wykładami i egzaminowaniem. W maju 1945 powrócił do Poznania w celu reaktywacji Zakładu Botaniki i ogrodu farmakognostycznego. Był wtedy organizatorem i pierwszym dziekanem Wydziału Farmaceutycznego UP (1947–1951), od 1950 w składzie Akademii Medycznej. W 1946 został profesorem zwyczajnym. Ostatnie lata życia poświęcił zagadnieniom anatomicznych cech diagnostycznych rodzimych roślin lekarskich i trujących. Odbywał wtedy liczne wyprawy badawcze w lasy okolic Poznania.

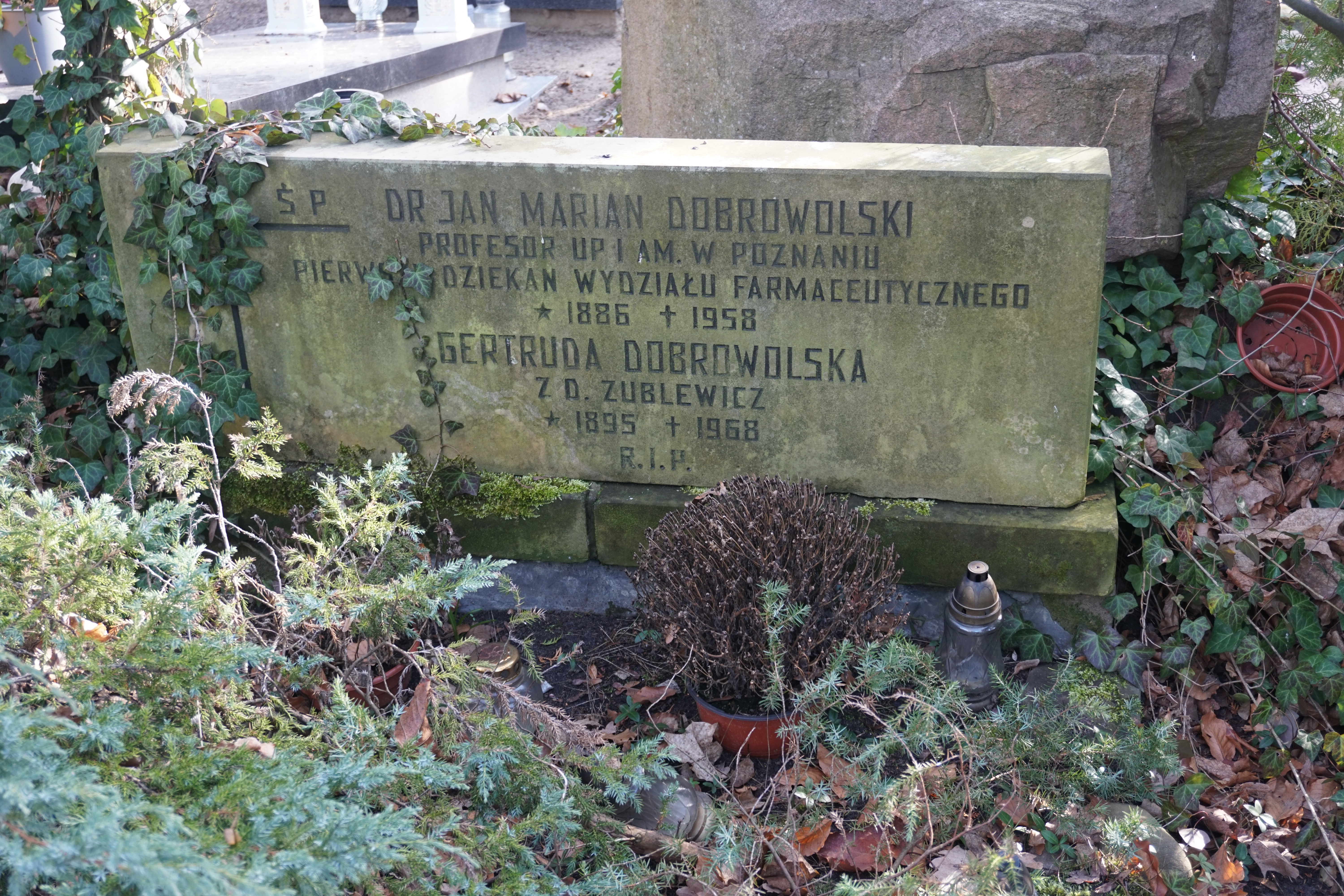
Grób prof. Jana Dobrowolskiego na Cmentarzu parafialnym św. Jana Vianneya w Poznaniu (kw. św. Barbary-rząd 29-grób 8)

Został pochowany na cmentarzu św. Jana Vianneya w Poznaniu (kwatera św. Barbary-29-8).

## Członkostwo
Był członkiem następujących organizacji:
- Polskie Towarzystwo Botaniczne,
- Poznańskie Towarzystwo Przyjaciół Nauk,
- Polskie Towarzystwo Farmaceutyczne (zorganizował poznański oddział).

## Wybrane publikacje[2][6]
- Rośliny lekarskie dziko w Polsce rosnące ; wskazówki do zbierania i suszenia, Jeneralna Intendentura Społeczna, Warszawa 1920.
- Uprawa roślin lekarskich [z rys. G. Dobrowolskiej], nakł. Kasy Mianowskiego, 1923 (Warszawa: Drukarnia Narodowa).
- Nasza walka, nasze dążenia. Poznań: nakł. Składnicy Abstynenckiej, 1928 (Poznań: „Ostoja” Księgarnia i Drukarnia).
- Korelacja między liśćmi a budową anatomiczną drewna (1936).
- Herba cum radice Plantaginis. Poznań: skł. gł. w Księgarni Jana Jachowskiego, 1938 (Poznań: Czcionkami Druk. Uniwersytetu Poznańskiego pod zarządem Józefa Winiewicza). Seria: Prace Zakładu Botaniki i Uprawy Roślin Lekarskich; Nr 2.
- Uprawa i zbieranie roślin lekarskich aromatycznych i korzennych. Poznań: Księgarnia Akademicka, 1946.
- Wskazówki do ćwiczeń z botaniki farmaceutycznej (1952).

## Ordery i odznaczenia
- Krzyż Oficerski Orderu Odrodzenia Polski